# Kantarek

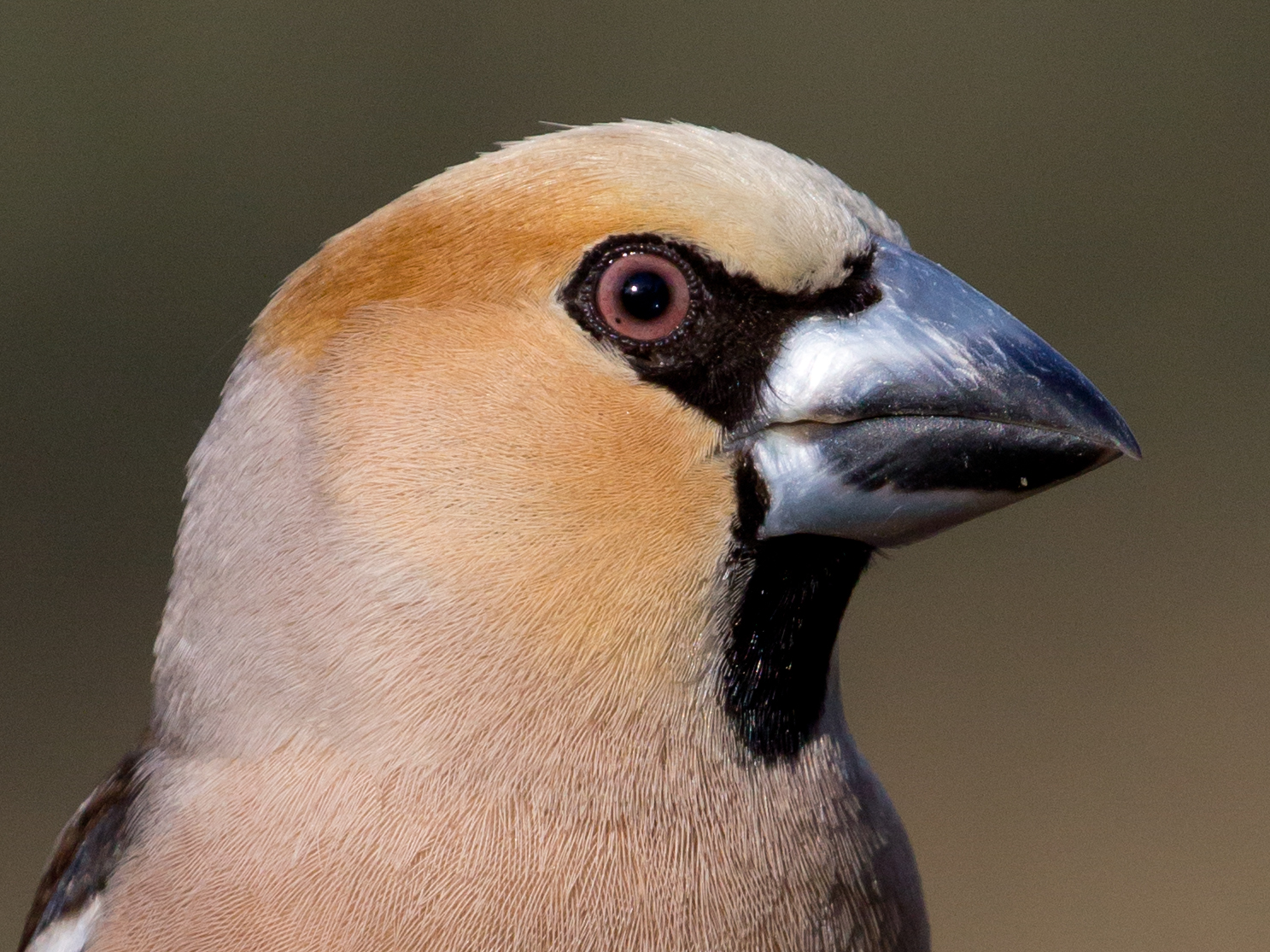
Grubodziób – widoczny czarny kantarek

Kantarek – część upierzenia ptaków. Są to pióra na odcinku między przednim kącikiem oka a dziobem, często kontrastowo ubarwione.